# Softball ai Giochi mondiali 2025
Le competizioni di softball ai Giochi mondiali 2025 si sono svolte dal 6 al 17 agosto 2025 al Xindu Xiangcheng Sports Centre di Chengdu, in Cina.

## Podi
| Specialità                  | Oro                  | Argento       | Bronzo           |
| Torneo maschile (dettagli)  | Stati Uniti Giappone | non assegnata | Canada Venezuela |
| Torneo femminile (dettagli) | Stati Uniti          | Taipei cinese | Giappone         |

## Medagliere
| Posiz. | Nazione       | Oro | Argento | Bronzo | Totale |
| ------ | ------------- | --- | ------- | ------ | ------ |
| 1      | Stati Uniti   | 2   | 0       | 0      | 2      |
| 2      | Giappone      | 1   | 0       | 1      | 2      |
| 3      | Taipei cinese | 0   | 1       | 0      | 1      |
| 4      | Canada        | 0   | 0       | 1      | 1      |
| 4      | Venezuela     | 0   | 0       | 1      | 1      |
| Totale | Totale        | 3   | 1       | 3      | 7      |